# 沃茲內森斯凱 (切爾尼希夫區)

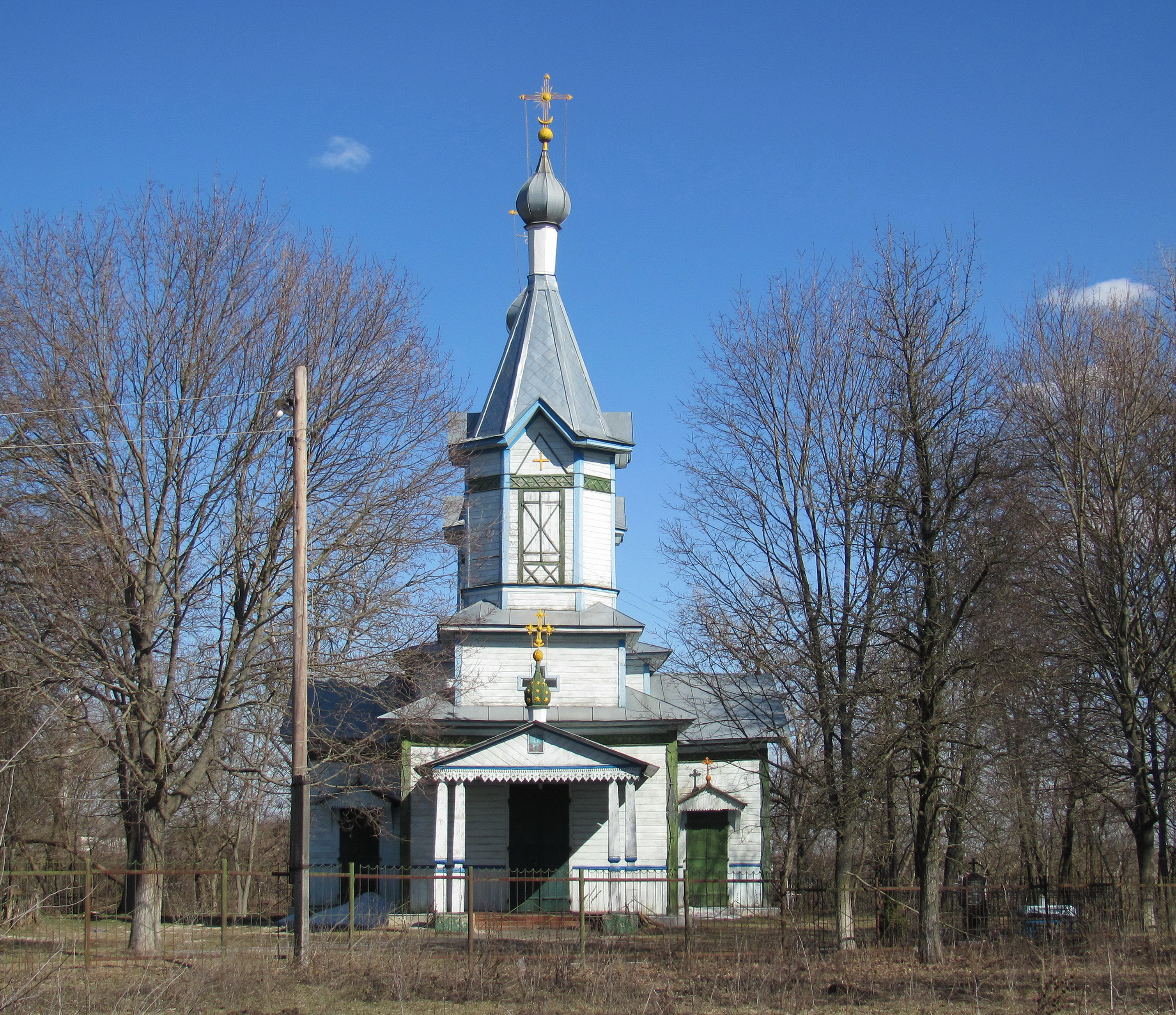
教堂

51°31′24″N 31°25′54″E / 51.52333°N 31.43167°E
沃茲内森斯凯（烏克蘭語：Вознесенське），是烏克蘭北部切爾尼希夫州切爾尼希夫區基塞利夫卡市镇的村落。始建於1638年，面積1.69平方公里，海拔高度119米，2001年人口577，人口密度每平方公里341.82人。